# De uanstændige
De uanstændige er en dansk film fra 1983.
- Manuskript og instruktion Edward Fleming efter en roman af Leif Panduro fra 1960.

Blandt de medvirkende kan nævnes:
- Lars Bom
- Axel Strøbye
- Elin Reimer
- Nonny Sand
- Thomas Alling
- Lisbet Dahl
- Ebbe Rode
- Erno Müller
- Bjørn Watt Boolsen
- Helle Virkner
- Lene Brøndum
- Karen Berg
- Jens Arentzen
- Holger Munk
- Henrik Koefoed
- Gitte Naur
- Jess Ingerslev